# Никки Туз
«Никки Туз» (англ. Nicky Deuce) — семейный фильм канала Nickelodeon, основанный на книге «Никки Туз: Добро пожаловать в семью». Мировая премьера состоялась 27 мая 2013 года, в России — 26 октября 2013 года.

## Сюжет
Ученик начальной школы Николас Борелли собирался отправиться на лето в математический лагерь Вандертон, но его отправляют на лето в Бруклин к дяде Френки и бабушке Тутти, а там не совсем так как у родителей. И однажды его приняли за печально известного Никки Туза.

## Роли
- Ноа Манк — Николас Борелли
- Стив Ширрипа — дядя Френки
- Рита Морено — бабушка Тутти
- Тони Сирико — Чарли Цемент
- Кассиус Крайгтни — Томми
- Кристина Проспери  — Донна
- Джесси Камачо — Джош
- Элизабетта Фантоне — Лорран
- Майкл Империоли — доктор
- Винсент Куратола — Полли
- Джеймс Гандольфини — Бобби Эггс